# هیدکی ناگای
هیدکی ناگای (انگلیسی: Hideki Nagai؛ زادهٔ ۲۶ ژانویهٔ ۱۹۷۱) بازیکن فوتبال اهل ژاپن است.
از باشگاه‌هایی که در آن بازی کرده‌است می‌توان به باشگاه فوتبال یوکوهاما مارینوس، باشگاه فوتبال شیمیزو اس-پالس، باشگاه فوتبال توکیو وردی، و باشگاه فوتبال آویسپا فوکوئوکا اشاره کرد.